# De Strangers (muziekgroep)
De Strangers is een Antwerpse muziekgroep die vooral bekendheid verwierf door parodiërende – vaak maatschappijkritische – teksten in het Antwerps dialect op zeer bekende hitmelodieën te zingen. Hun bekendste nummers zijn onder meer Schele Vanderlinden, Oh Mijnen Blauwe Geschelpte, Bij de Rijkswacht en Ântwârpe, sinds november 2020 het officiële volkslied van de stad Antwerpen.

## Geschiedenis

### Ontstaan
De groep werd op 8 mei 1952 opgericht door Gust Torfs (1929-1997), Alex Boeye (1934-2024), Pol Bollansee (1929-1984) en kort daarna ook John De Wilde (°1933), al zongen ze toen nog in het Standaardnederlands.
Hun eerste optreden vond plaats op 7 januari 1953 in Hoboken. Tegen 1965 hadden ze al 1000 keer opgetreden.
De Strangers specialiseerden zich erin de hits van het moment opnieuw op te nemen, maar over de oorspronkelijke melodie hun eigen, humoristische teksten te zingen. In het begin deden ze dit nog in het Algemeen Nederlands, later definitief in hun Antwerps dialect. Hun grote voorbeeld was de Boomse volkszanger Frans Lamoen. Ze dankten hun populariteit vooral aan het feit dat iedereen de oorspronkelijke melodieën kon mee neuriën en hun vertalingen voor de meeste Vlamingen begrijpelijker waren dan de oorspronkelijke talen waarin de hits werden gezongen. Toch waren hun nummers nooit letterlijke vertalingen, maar altijd volslagen nieuwe teksten over vaak compleet andere onderwerpen.
Een ander deel van hun succes dankten ze aan het feit dat hun teksten vaak een satirisch, maatschappijkritisch, populistisch kantje hadden. Ze zongen spotliederen tegen allerlei politieke strekkingen en wetten, over allerlei maatschappelijke onderwerpen en vaak zelfs over trends die tijdens een specifieke periode of jaar populair waren. Hierbij schuwden ze ook de meer beladen economische en psycho-sociale thema's niet. Het empathische lied De Gastarbeider, geschreven door Alex Boeye, handelt over de slechte manier waarop de eerste generatie gastarbeiders hier werden verwelkomd en vaak heimwee hadden naar hun land van herkomst. Alex Boeye, ook wel gekend als "De Stranger met de baard" en gewaardeerd om zijn grafisch talent, zorgde eveneens voor hoesontwerpen en illustraties bij langspeelplaten en de verzamelbox lp's. Het nummer Ziekenkas (van de hand van Frank Rover en Lex Colman) daarentegen, hekelde dan weer de allochtonen van islamitische origine die onterecht een ziekteuitkering ontvingen.
Ze tekenden hun eerste platencontract met Decca en vonden later hun stek bij Dureco. Al Van Dam was 34 jaar hun producer. De laatste uitgaven gebeurden bij Indisc. In 1964 al stapte Gust Torfs (1929-1997) uit de groep en werd vervangen door gitaarspeler Bob Van Staeyen (1936-2020), herkenbaar met de snor en het kale hoofd. Wel bleef Torfs tot aan zijn dood in 1997 actief als tekstschrijver en raadgever voor de groep en werd hij daarom soms ook wel "de vijfde Stranger" genoemd. Tussen 1968 en 1976 zong René Van Laken (1938-2016) mee tijdens live-optredens van de groep. Hij werd opgevolgd door basgitarist Ernest Adriaensen (°1941), de benjamin van de groep en samen met John een van de grappenmakers van De Strangers.

### Gouden jaren
In 1974 hadden de Strangers een hit met het schertsende Schele Vanderlinden, een bewerking van Dalida's “Gigi L’ Amoroso”. Op het podium werd het typetje 'Schele Vanderlinden' vertolkt door Pol Bollansee, die zich als loense, ongetrouwde "pompier van Lier" zeer populair maakte bij het vrouwelijk publiek. Eén jaar later parodieerden ze Paloma Blanca door de George Baker Selection als Oh Mijnen Blauwe Geschelpte, een lied over de duivenmelkerij. Op het B-kantje van de single stond het nummer Antwârpe, een melancholische ode aan de stad Antwerpen en met een solozang van Bob Van Staeyen. Het nummer was een cover van Si tu t'appelles mélancolie van de Franse zanger Joe Dassin, dat op zijn beurt een bewerking was van Please tell her (I said hello) van het schrijversduo Shepstone & Dibbens. Hoewel het liedje aanvankelijk geen grote hit was en zelfs niet in de hitparade terechtkwam, zou het in de loop der jaren toch uitgroeien tot een Vlaamse klassieker en voor menig sinjoor de status verwerven van "officieuze volkslied van de stad Antwerpen". In 1979 hadden ze hun grootste hit met Bij de Rijkswacht, op de melodie van In the navy van The Village People.
In 1984 overleed Pol Bollansee aan een hartaanval. Een jaar later droegen de overige groepsleden hun nieuw album aan hem op, Voor Pol... en alleman, waarvan de laatste track Pol en de vrienden zelfs specifiek over hem gaat.
Ze hebben een hele reeks gouden platen bij elkaar gezongen, samen goed voor een verkoop van een miljoen albums en singles. Andere hoogtepunten uit hun carrière zijn de "Gouden Lolly 1973" voor meest humoristische artiest, hun optreden voor de Antwerpse burgemeester Lode Craeybeckx in 1975 en hun concert op het 25-jarige huwelijksjubileum van koning Boudewijn en Fabiola, waarbij ze na afloop ook met de vorst konden praten. In 1988 verschenen ze ook als verrassingsact tijdens Willy Vandersteens gastoptreden bij Mies Bouwman in het televisieprogramma In de hoofdrol. Ook traden ze op tijdens de openingsceremonie van VTM in 1989, waarbij ze later ook nauw betrokken waren met komische series als Bompa, Benidorm en De Strangorianen uit 1991 waarin de groepsleden de rol van paters vertolkten.

### Boycot
Een concert van de Strangers op een feestelijke meeting van het Vlaams Blok op 24 november 1992 zorgde voor controverse. Het concert vond plaats op de eerste verjaardag van hun verkiezingsoverwinning en ze speelden er onder meer het nummer De Ziekenkas. Het optreden werd in links-progressieve kringen striemend bekritiseerd als een schandelijke steunbetuiging aan een ondemocratische partij en haar racistische gedachtegoed. Het incident leverde de groep een boycot op van alle media, ook van de VRT. De Strangers reageerden furieus over deze "verkettering" en "politiek correcte censuur" door "de zogenaamde democratische partijen" en argumenteerden dat ze al sinds hun ontstaan nooit aan politiek hebben gedaan en al voor elke politieke partij hebben opgetreden, gaande van de CVP (onder meer tijdens de verkiezingscampagne in 1962) tot en met de Communistische Partij. Ook toen de linkse krant De Morgen eind jaren 80 in financiële nood kwam, bezong het Antwerpse kwartet zijn steun tijdens een benefietconcert.    
In 2011 bracht Strangers-fan Georges Puttemans in eigen beheer maar in samenspraak met de groep de cd 'Stoute Liekes' uit, een compilatie-cd met hun 22 meest omstreden politiek incorrecte liedjes. Omdat de 'foute' cd niet verkrijgbaar was in de grote (Antwerpse) platenzaken werd het album verspreid bij het Vlaams Belang en Vlaams-nationalistische organisaties zoals NSV.

### Rehabilitatie
In oktober 1995 maken De Strangers hun comeback met de release van hun eerste full-cd sinds 1991, Dansen met.... Het nieuwe album, uitgebracht op het Rainbow-label, bevat onder meer een medley van drankliedjes, de kwakkelbak (een parodie van The Hucklebuck van The Royal Showband Waterford uit 1964), het originele Ongezondheidsrock en nog een heleboel oudere nummers met aangepaste teksten.  
In de daarop volgende jaren worden de Strangers geleidelijk aan opnieuw in ere hersteld en gehuldigd. In 1997 kreeg de groep een ster in het Antwerpse bioscoopcomplex Metropolis en waren er overal vieringen ter ere van hun 45-jarig bestaan. De Antwerpse burgemeester Leona Detiège hield toen ter gelegenheid een toespraak.
Op 8 mei 2002 worden De Strangers op het Antwerpse stadhuis gehuldigd door burgemeester Detiège die hen benoemt tot ambassadeurs van de stad Antwerpen. 
Het laatste officiële optreden van de groep vond plaats op 14 mei 2002 in de uitverkochte Koningin Elisabethzaal te Antwerpen, ter gelegenheid van het 50-jarig bestaan van de groep. Een maand eerder hadden ze al voor de laatste maal opgetreden in het Antwerpse Sportpaleis tijdens De Nekka Seniorennamiddag, samen met onder meer Della Bosiers, Jean Walter, Connie Neefs etc. Op 21 november 2002 ontvingen De Strangers tijdens het gala "De Eregalerij" van Radio 2 en Sabam samen met de familie Kluger de trofee "Onvergetelijk" voor hun lange carrière.
Op 5 december 2003 schonken de Strangers hun volledige archief aan de stad Antwerpen. In 2006 vond een eenmalig herenigingsconcert plaats ter ere van het Bal van de Burgemeester in Antwerpen, waarbij burgemeester Patrick Janssens aanwezig was. Voor Radio 2 namen ze in mei 2017 een clip op, voor hun nummer De Kennedy-tunnel. 
Als dankbetoon voor hun jarenlange bijdrage tot de verspreiding van de Vlaamse en Antwerpse cultuur ontvingen De Strangers op 29 november 2015 van de Serviceclub Marnixring Voorkempen Pater Stracke in Schoten de Jozef Simonsprijs uitgereikt. Tot hun ironie kreeg het Antwerpse viertal de prijs uitgereikt uit handen van Cas Goossens, de gewezen administrateur-generaal van de BRTN die de openbare omroep destijds verbood hun plaatjes te draaien omdat ze in het dialect zongen.
Op 7 maart 2020 ontvingen De Strangers uit handen van de Antwerpse burgemeester Bart De Wever in de "Spiegelzaal" van het Paleis op de Meir in Antwerpen de Prijs voor de Vrijheid van de rechts-liberale denktank Libera! als eerbetoon voor hun jarenlange inzet voor de vrije meningsuiting in een democratische samenleving en meer in het bijzonder voor hun maatschappijkritische liedjes zoals Vivan de vakbond, Waar gaade met mijn geld naartoe?, De Zieke-Kas en De gastarbeider.
Op 23 november 2020 erkende de voltallige gemeenteraad van Antwerpen, met uitzondering van Groen, het liedje Ântwârpe officieel als volkslied van de stad.

## Trivia
- Het intro en outro van de televisieserie Bompa werd door De Strangers gezongen. In één aflevering waren ze te gast als band die aan het zingen was in een café.
- De Strangers hebben een cameo in het Kiekeboealbum De snor van Kiekeboe (1984) als deel van de Antwerpse "couleur locale". Ze wandelen voor Kiekeboe uit als die weer weg wandelt van de Antwerpse Vogeltjesmarkt. Antwârpse Vogelmarkt was trouwens ook een nummer van de groep uit 1978.
- Over de groep is in 1985 ook een strip geschreven over De Strangers door Patrick Vermeir (scenario) en Dirk Stallaert (tekeningen).
- Ze hebben ook een cameo in het Suske en Wiskealbum De Krimson-crisis (1988) waar ze hun nummer Oh, mijnen blauwe geschelpte zingen.
- In 2010 werden de Nief Strangers opgericht. Na de audities werd de groep samengesteld met vier vrouwen en zeven mannen. Ze hebben enkele keren opgetreden, maar daarna werd er niets meer van hen gehoord.

## Discografie

### Albums
| Album met hitnotering(en) in de Vlaamse Ultratop 200 albums | Datum van verschijnen | Datum van binnenkomst | Hoogste positie | Aantal weken | Opmerkingen    |
| ----------------------------------------------------------- | --------------------- | --------------------- | --------------- | ------------ | -------------- |
| Ântwârpe 'k zien a zoe geire                                | 2007                  | 15-12-2007            | 39              | 7            |                |
| Back To Back                                                | 29-06-2012            | 07-07-2012            | 1(2wk)          | 33           | met Katastroof |

### Singles
| Single met eventuele hitnotering(en) in de Nederlandse Top 40 | Datum van verschijnen | Datum van binnenkomst | Hoogste positie | Aantal weken | Opmerkingen |
| ------------------------------------------------------------- | --------------------- | --------------------- | --------------- | ------------ | ----------- |
| Bij de rijkswacht                                             |                       | 26-5-1979             | tip             |              |             |

| Single met hitnotering(en) in de Vlaamse Ultratop 50 | Datum van verschijnen | Datum van binnenkomst | Hoogste positie | Aantal weken | Opmerkingen           |
| ---------------------------------------------------- | --------------------- | --------------------- | --------------- | ------------ | --------------------- |
| Alleen                                               |                       | mei 1958              | 20              | 1M           | in de Juke Box Top 20 |
| T.V. truut                                           |                       | jun 1960              | 19              | 1M           | in de Juke Box Top 20 |
| 'k Hem geblet                                        |                       | aug 1965              | 11              | 2M           | in de Juke Box Top 20 |
| Een paljaske van ne vent                             |                       | 10-6-1967             | 20              | 1            | in de Humo Top 20     |
| Een paljaske van ne vent                             |                       | 8-7-1967              | 18              | 1            | in de Humo Top 20     |
| Als 'k 10 miljoen had                                |                       | 11-11-1967            | 15              | 3            | in de Humo Top 20     |
| De wârrekvraa                                        |                       | 19-1-1974             | 30              | 1            | in de BRT Top 30      |
| Schele Vanderlinden                                  |                       | 1974                  | 2               |              | in de BRT Top 30      |
| Chop-shoy fighting                                   |                       | 1975                  | 13              |              | in de BRT Top 30      |
| Oh mijnen blauwe geschelpte                          |                       | 1975                  | 23              |              | in de BRT Top 30      |
| Na moete trouwe                                      |                       | 1976                  | 17              |              | in de BRT Top 30      |
| Vokke                                                |                       | 1976                  | 25              |              | in de BRT Top 30      |
| Bernhard                                             |                       | 1976                  | 18              |              | in de BRT Top 30      |
| Dure koffie                                          |                       | 1977                  | 21              |              | in de BRT Top 30      |
| 'k Heb spijt da'k ik ne vent zen                     |                       | 1977                  | 30              |              | in de BRT Top 30      |
| A Monsieur Brel                                      |                       | 1977                  | 23              |              | in de BRT Top 30      |
| Vader Grijzenbaard                                   |                       | 1978                  | 15              |              | in de BRT Top 30      |
| Punk                                                 |                       | 1978                  | 12              |              | in de BRT Top 30      |
| Den dopper                                           |                       | 1978                  | 24              |              | in de BRT Top 30      |
| De broek van grootmoemoe                             |                       | 11-11-1978            | 28              |              | in de BRT Top 30      |
| Bij de rijkswacht                                    |                       | 1979                  | 12              |              | in de BRT Top 30      |
| Azzek nog zou trouwe                                 |                       | 1979                  | 26              |              | in de BRT Top 30      |
| Agget mor fret                                       |                       | 1980                  | 20              |              | in de BRT Top 30      |
| Strangers on 45                                      |                       | 1981                  | 10              |              | in de BRT Top 30      |
| Handjes Draaie                                       |                       | 1-5-1982              | 34              | 4            | in de BRT Top 30      |
| Lot oew'eige vraa toch nooit alleen                  |                       | 02-04-1983            | 15              | 3            | in de BRT Top 30      |
| Wa d'n griet                                         |                       | 24-11-1984            | 38              | 2            | in de BRT Top 30      |
| 'k zen zo gere polies                                |                       | 14-06-1986            | 23              | 4            |                       |
| 'n Rettepetet                                        |                       | 28-3-1987             | 24              | 2            | Ultratop 50           |